# Vietnamské jméno
Osobní vietnamské jméno je většinou tvořeno ze tří částí – příjmení, střední jméno (druhé) a rodné jméno – a to v uvedeném pořadí. Podobně jako jména v Číně, Japonsku nebo v Koreji tedy mají vietnamská jména na prvním místě příjmení, ovšem od jmen východoasijského kulturního okruhu se odlišují středním jménem.
Příjmení se dědí z otcovy strany, střední jméno dávají rodiče z určitého okruhu častých jmen (u žen je nejčastější jméno Thị, u mužů jsou častá například například Văn nebo Sinh). Toto střední jméno slouží většinou k tomu, aby se odlišila generace (kdy sourozenci z jedné generace rodu dostávají stejné střední jméno) nebo větve rodu. Rodné jméno je vybráno rovněž rodiči a přihlíží se k jeho významu, časté jsou vlastnosti, které by rodiče u svých dětí chtěli mít (krásný, čestný, statečný apod.), případně (zejména u žen) jména květin, ptáků a podobně.
Vzhledem k velké populaci Vietnamu a četnosti některých příjmení dochází často k tomu, že velká část lidí má stejné příjmení (jako např. Nguyễn) a tak se k označení člověka většinou používá jeho druhé jméno společně s jeho rodným jménem (existuje ale celá řada výjimek, zejména u známých osobností).
Podobně jako čeština využívá vietnamština nad písmeny diakritická znaménka, která zcela mění význam slov. Jejich nepoužití nebo chybné použití je ve vietnamském prostředí častou chybou cizinců.

## Vietnamská jména v češtině
Pro užívání vietnamských jmen v češtině platí následující pravidla:
- uvádí-li se celé vícečlenné vietnamské jméno, zásadně se zachovává původní pořadí členů,
- u mužských vícečlenných jmen se doporučuje skloňovat pouze poslední složku (např. jméno Thích Quảng Đức, 2. pád Thích Quảng Đứca, 3. pád Thích Quảng Đứcovi atd.); méně preferovanou, ale nikoli chybnou variantou je skloňovat každou část (2. p. Thícha Quảnga Đứca, 3. p. Thíchu Quảngu Đứcovi…),
- ženské příjmení se přechyluje, koncovka -ová se připojuje k příjmení, tj. k prvnímu členu vícečlenného jména; pořadí členů jména se ani v tomto případě nemění (jméno zpěvačky Trần Thu Hà se tedy přechyluje Tranová Thu Ha);
- u ženských jmen jsou členy za příjmením v češtině nesklonné,
- ve spojení s tituly „pán, paní, slečna“ apod. se užívá buď příjmení (tj. první část vícečlenného jména), nebo rodné jméno (tj. poslední část vícečlenného jména). Příjmení se u žen může užívat v přechýlené podobě, rodné jméno se však nikdy nepřechyluje. Totéž jméno by tedy bylo možné uvést jako paní Tranová nebo paní Ha,
- ve spojení českého rodného jména a vietnamského příjmení (typicky u dětí ze smíšených manželství) se užívá jako příjmení první část vietnamského vícečlenného jména (u žen v přechýlené podobě) a celé jméno zachovává strukturu českého jména, tedy rodné jméno – příjmení (např. Monika Leová),
- ve spojení vietnamského osobního jména a českého příjmení se užívá jako rodné jméno pouze poslední část vietnamského vícečlenného jména a takové jméno opět zachovává strukturu českého jména, např. muž jménem Nguyễn Huy Thiệp by, kdyby přijal české příjmení Novák, užíval jméno Thiep Novák.

## Příjmení
Nejčastější vietnamská příjmení jsou:
- Nguyễn 阮 (38,4 %)
- Trần 陳 (11 %)
- Lê 黎 (9,5 %)
- Huỳnh/Hoàng 黃 (5,1 %)
- Phạm 范 (5 %)
- Phạn 潘 (4,5 %)
- Vũ/Võ 武 (3,9 %)
- Đăng 鄧(2,1 %)
- Bùi 裴 (2 %)
- Đỗ 杜 (1,4 %)
- Hồ 胡 (1,3 %)
- Ngô 吳 (1,3 %)
- Dương 楊 (1 %)
- Ly 李 (0,5 %)